# Ying Ruocheng
Ying Ruocheng (cinese 英若诚) (Pechino, 21 giugno 1929 – Pechino, 27 dicembre 2003) è stato un attore, traduttore e politico cinese, originario della Manciuria.

## Biografia
Ying Ruocheng studiò in una scuola di missionari cristiani a Tientsin, e in seguito si laureò al Dipartimento di Lingue Straniere dell'Università Tsinghua. Divenuto attore, direttore artistico e vice ministro cinese della Cultura dal 1986 al 1990, la sua più nota interpretazione fu quella del governatore della prigione nel film L'ultimo imperatore di Bernardo Bertolucci, la prigione cinese in cui l'ultimo Imperatore della Cina Pu Yi fu rinchiuso per dieci anni, dopo per aver collaborato con i giapponesi durante la seconda guerra mondiale. Nel 1982 interpretò il ruolo di Kublai Khan nella serie televisiva Marco Polo, mentre nel 1993 impersonò il monaco tibetano Lama Norbu nel film di Bertolucci Piccolo Buddha.

### Vita privata
Si sposò con Wu Ziliang, una traduttrice, ed ebbe un figlio, Ying Da, un altro noto attore.

## Filmografia
- Marco Polo - Miniserie TV, regia di Giuliano Montaldo (1982)
- L'ultimo imperatore (The Last Emperor), regia di Bernardo Bertolucci (1987)
- Piccolo Buddha (Little Buddha), regia di Bernardo Bertolucci (1993)